# Malacasí
Malacasí es un poblado ubicado en el distrito de Salitral, perteneciente a la provincia de Morropón del departamento de Piura, en el norte del Perú.

## Demografía
En 2017 Malacasí tenía una población de 1850 habitantes.
| Gráfica de evolución demográfica de Malacasí entre 1993 y 2017 |
|                                                                |
| Fuentes: Población 1993 y 2017                                 |